# Pseuduraecha
Pseuduraecha är ett släkte av skalbaggar. Pseuduraecha ingår i familjen långhorningar.
Kladogram enligt Catalogue of Life:
| Pseuduraecha | \| \| Pseuduraecha punctiventris \| \| \| \| \| \| Pseuduraecha sulcaticeps \| \| \| \| |
|              | \| \| Pseuduraecha punctiventris \| \| \| \| \| \| Pseuduraecha sulcaticeps \| \| \| \| |
|              | Pseuduraecha punctiventris                                                              |
|              |                                                                                         |
|              | Pseuduraecha sulcaticeps                                                                |
|              |                                                                                         |